# Julio C. Luna
Julio C. Luna fue un político peruano. 
Fue elegido diputado por la provincia de Anta en 1913 durante el resto del gobierno de Augusto B. Leguía, los gobiernos de Guillermo Billinghurst y el primero de Oscar R. Benavides así como el inicio del segundo de José Pardo y Barreda.